# Rood Well

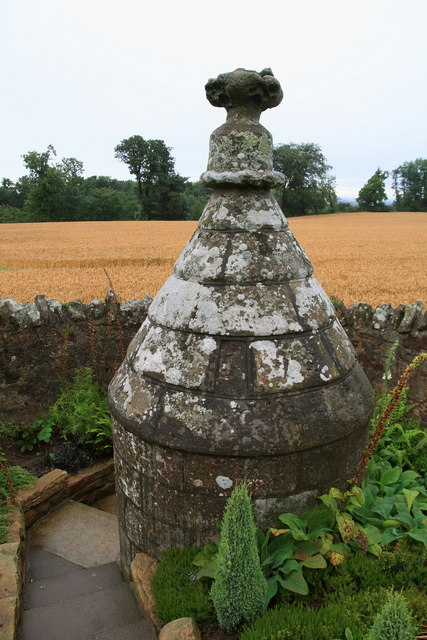
Rood Well

Der Rood Well ist eine Heilquelle in der schottischen Ortschaft Stenton in der Council Area East Lothian. 1971 wurde das Bauwerk in die schottischen Denkmallisten in der höchsten Kategorie A aufgenommen. Eine ehemalige Einstufung der Anlage als Scheduled Monument wurde 1998 aufgehoben.

## Beschreibung
Der Brunnen liegt direkt an der Hauptverkehrsstraße von Stenton am Nordostrand der Ortschaft. Die bauliche Gestaltung stammt aus dem 16. Jahrhundert, wobei Fragmente möglicherweise zwei Jahrhunderte älter sind. Es handelt sich um ein rundgeformtes Bauwerk, mit einer Treppe, die zu der tiefergelegenen Quelle führt. Den Abschluss der Wendeltreppe bildet ein zylindrisches Mauerwerk, das mit einem Kegel mit ornamentierter Spitze schließt. Dieser soll einem Kardinalshut nachempfunden sein. Einer lokalen Legende zufolge, hängt der Besitz der Herrschaftsfamilie des nahegelegenen Biel House von dem Vorhandensein des Huts ab. Wahrscheinlich aus diesem Grund wurde ein Vorschlag zu dessen Umgestaltung verworfen. Das Mauerwerk aus cremefarbenem Sandstein ist insgesamt rund 1,60 m hoch. Der Abschluss ragt rund 1,30 m vom Boden auf. Der Brunnen ist mit einem geschwungenen schmiedeeisernen Tor gestaltet. Die halbrund umlaufende Befestigungsmauer besteht aus Bruchstein.